# Tagliatelle fritte

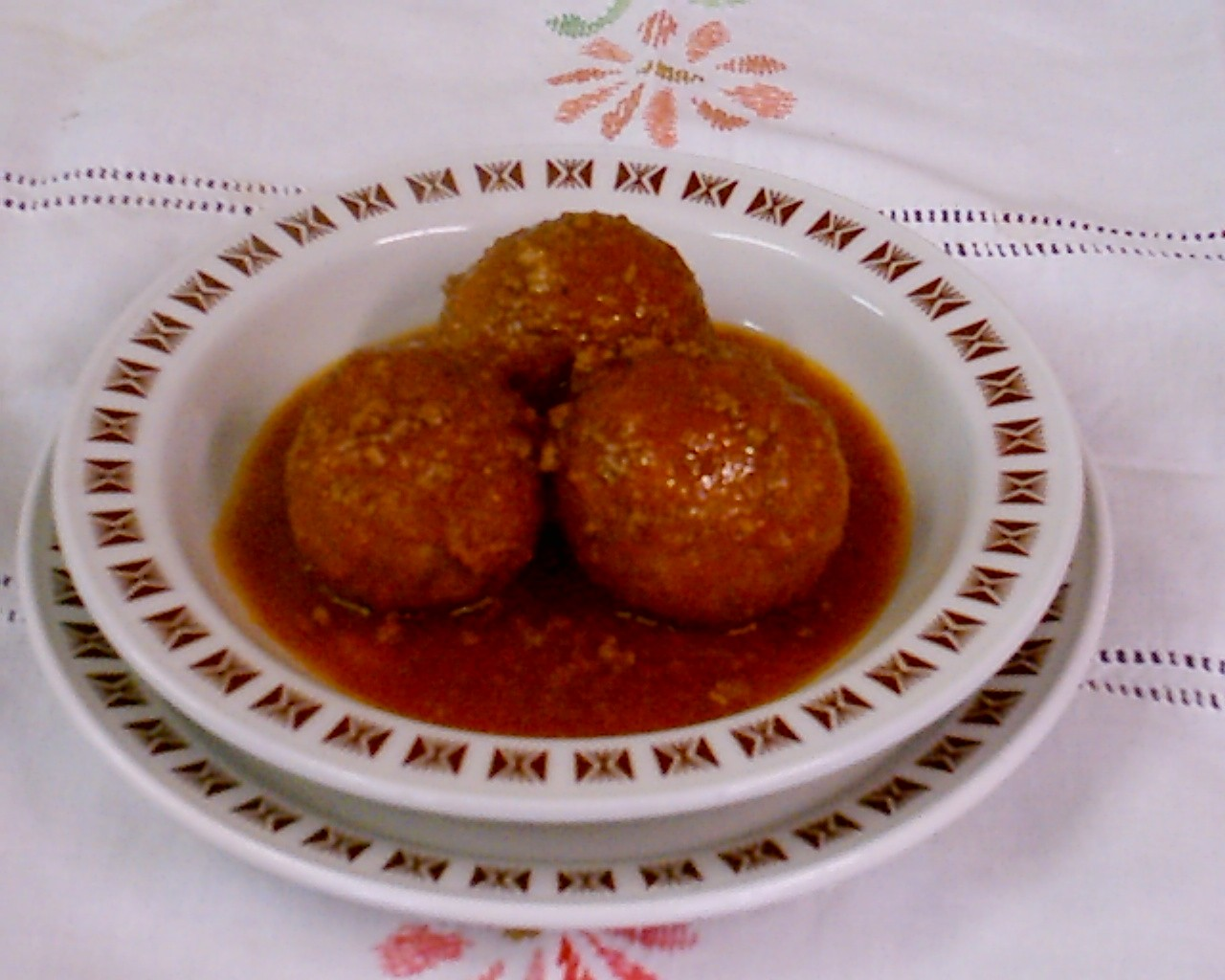
Plato de tagliatelle fritte.

Los tagliatelle fritte son un plato típico de los campesinos de Monterubbiano, en la provincia de Fermo (Italia). La receta se ha transmitido de generación en generación, pero nadie ha revelado el ingrediente secreto de este plato que solo puede degustarse en Monterubbiano.
Una buena ocasión es con motivo de la Sagra delle tagliatelle fritte que durante muchos años anima el verano monterrubianense entre el 10 y el 12 de agosto, así como el resto del año en los populares restaurantes locales.